# فيليبي ألفيس
فيليبي غيمارايس ألفيس (ولد في 18 نوفمبر 1990 في فلوريدا، بارانا، البرازيل) والمعروف باسم فيليبي ألفيس لاعب كرة قدم برازيلي يلعب في مركز المهاجم.

## الأندية
ولد في مدينة فلوريدا في ولاية بارانا. فيليبي ألفيس شارك في الفئات السنية مع أداب غالو مارينغا وريال سبورت كلوب. قدم أول ظهور له مع ريد بول براسيل في عام 2010 في كوبا بوليستا وفي العام التالي مثل بينابولينسي في دوري بوليستا للدرجة الثالثة.
في 19 ديسمبر 2011 وقع فيليبي ألفيس عقدا مع نادي أفاي لكرة القدم من الدرجة الثانية. شارك في أول مباراة في 19 مايو 2012 بالتعادل 2-2 مع بوا إيسبورت وسجل هدفه الأول في 2 يونيو عندما خسر 1-2 من نادي جوينفيل.
بعد قضائه فترة إعارة في بينابولينسي وماتسوموتو ياماغا وسانتو أندريه تم فسخ عقد فيليبي ألفيس وأفاي في مايو 2014 وانضم فورا إلى لوفيردنسي. في يناير 2015 انتقل إلى كويابا ليتوج بطلا لكأس فيرد ودوري ماتوغروسينسي كما تم اختياره في فريق السنة في البطولة الأخيرة.
في 10 سبتمبر 2015 انتقل فيليبي ألفيس إلى الخارج ووقع مع نادي المنامة الذي يشارك في الدوري البحريني الممتاز. في فبراير 2016 عاد إلى وطنه وانضم إلى يوفنتوس.
في 3 يونيو 2016 وافق فيليبي ألفيس على عقد مع جمعية بورتوغيزا الرياضية.

## الإنجازات

### بطولات الأندية
- بينابولينسي
  - دوري بوليستا للدرجة الثالثة: 2011
- أفاي
  - دوري كاتاريننز: 2012
- كويابا
  - دوري ماتوغروسينسي: 2015
  - كأس فيرد: 2015

### الجوائز الفردية
- فريق السنة لبطولة ماتوغروسينسي: 2015